# Phare de Saint-Gervais
Le phare de Saint-Gervais est construit au fond du golfe de Fos-sur-Mer sur la pointe de Saint-Gervais.

## Historique
Construit en 1978, il s'agit du dernier phare construit sur les côtes métropolitaines de France.
Les vestiges d'un atelier de lampes à huile (IIe siècle) ont été découverts lors de la construction.
Il a été inscrit monument historique par arrêté du 21 juin 2012,,.

## Phare actuel
Le phare Saint-Gervais est situé au fond du golfe de Fos, près du port de plaisance de la ville.
C'est une tour cylindrique ovoïde en béton armé brut. La partie supérieure a une finition en carrelage vert.
Automatisé et non gardienné, le phare ne se visite pas.
Il sert à guider les bateaux (pétroliers, porte-conteneurs, gaziers...) dans le chenal dragué à 25 mètres dans le fond du golfe.